# قیصرنامه
قیصرنامه منظومه‌ای حماسی است که در سال ۱۲۹۲ قمری توسط ادیب پیشاوری سروده شد. این منظومه که شامل بیش از چهارده‌هزار بیت در قالب مثنوی می‌باشد. ادیب پ‍ی‍ش‍اوری آن را در توصیف قیصر ویلهلم دوم امپراتور آلمان و مبارزات آلمان در جنگ جهانی اول در برابر انگلیس و هم‌پیمانانش سروده است.